# Elia III di Gerusalemme
Elia III ibn Mansur (IX secolo – 907) è stato il patriarca di Gerusalemme tra l'878 e il 907.
Era discendente di al-Mansur e fratello del precedente patriarca Sergio.  Secondo Eutichio, divenne patriarca nel decimo anno di regno del califfo Al-Mu'tamid. 
Nell'879 papa Giovanni VIII gli scrisse. Si fece rappresentare dal suo sincello al concilio di Costantinopoli tenuto da Fozio nel novembre 879 per essere ristabilito sul trono patriarcale di Costantinopoli.  Secondo gli atti del sinodo, il sincello a nome del suo rappresentato si dichiarò a favore di Fozio e condannò la memoria del rivale Ignazio. Intorno all'880, ospitò il pellegrino Elia da Castrogiovanni di Sicilia.  . Nell'881 scrisse all'imperatore Carlo Magno e ai notabili franchi per chiedere aiuto nel restauro delle chiese di Gerusalemme rovinate dagli arabi. Ancora secondo Eutichio, Elia consacrò Cristodulo di Alessandria nel 906. L'ultimo periodo del suo patriarcato cade durante il ritorno della dominazione di Baghdad in Palestina, tra i governi dei Tulunidi e degli Ikhshididi. Morì dopo ventinove anni di patriarcato, nel 907.